# U. S. Steel Košice
U.S. Steel Košice (USSK), fondée en 1959 sous le nom Východoslovenské Železiarne (VSŽ, Métallurgies de l'Est Slovaque en français), est une entreprise métallurgique basée dans la région de Košice. Elle est rachetée par le groupe américain U.S. Steel en novembre 2000 et adopte son nom actuel.

## Histoire
La Východoslovenské Železiarne (VSŽ) est fondée le 1er avril 1959. La construction de la première usine démarre le 4 janvier 1960. En 1965, le site se dote de son premier haut fourneau. En 1969, la VSŽ lance la production de radiateurs, de tuyaux rigides en 1972, et de poutres métalliques en 1982. En 1989, la VSŽ devient une entreprise publique, puis une entreprise privée détenue par l'État en 1990.
En 1995, la VSŽ rejoint l'association européenne Eurofer.
En 1998, une première joint-venture est mise en place entre U.S. Steel et la VSŽ en Slovaquie. La société est alors la propriété privée de l'homme d'affaires Alexander Rezeš qui a précédemment racheté le groupe en faillite,.
En 1999, la société américaine Adams & Co intente un procès contre la VSŽ qu'elle accuse d'utiliser des procédés industriels lui appartenant de droit, et réclame 9,6 millions de dollars. Les comptes bancaires de la VSŽ sont bloqués quelques semaines par les autorités slovaques, puis débloqués faute de preuves fournies par Adams & Co pour appuyer ses accusations. Adams & Co est une société écran américaine créée en 1990 via une société de domiciliation d'entreprise basée dans le Delaware,.
Le 24 novembre 2000, la U.S. Steel Corporation rachète la Východoslovenské Železiarne qui devient U.S. Steel Košice.
En 2004, la USSK accepte de payer une taxe supplémentaire de 16 millions de dollars au gouvernement slovaque, et une nouvelle fois en 2005, dans le bras-de-fer entre la Slovaquie et l'Europe sur l'alignement des marchés.
En 2013, Adams & Co relance ses actions en justice contre la USSK. Elle remporte gain de cause et se voit attribuer 2/3 des droits de propriété du complexe industriel de la USSK,.
En 2018, la USSK a fait tourner ses machines à 100% de leur capacité, et annonce une augmentation de 10% de ses bénéfices sur l'année. En janvier 2019, la USSK annonce un investissement de 130 millions de dollars pour porter sa production annuelle à 100 000 tonnes.

## Localisation
Le complexe est situé à Šaca à 15 km du centre de Košice.

## Articles liés
- U.S. Steel